# 鉈尾山城
鉈尾山城（なたおやまじょう）は、戦国時代の美濃国武儀郡上有知（岐阜県美濃市）にあった日本の城（山城）。別名上有知城（こうずちじょう）。

## 概要
長良川沿い有数の川湊であった上有知湊の北方、古城山（標高437メートル）山頂に築かれていた城。古城山は、古名の七尾山が鉈尾山となり、別名を築城者の美濃佐藤氏にちなんで、藤白山、藤城山などと言われていた。

## 歴史
平安時代、有知郷は上有知郷と下有知郷に分割され、上有知郷は藤原氏の荘園領となり上有知荘と称され、美濃源氏の一族である山県氏が上有知蔵人として代官を勤めた。
鎌倉時代に起きた承久の乱（1221年）の後、上有知を支配したのは常陸国から来た佐竹氏で、室町時代に入って、美濃国守護職土岐氏の一族である浅野氏が支配した。
浅野氏は代々、地頭職代官を世襲するが、応仁の乱（1467年）後、浅野氏に代わって美濃佐藤氏がこの地を支配し、佐藤三河守通信の子修理大夫宗信が上有知七尾山（古城山）に「藤城」を築城したとされる。天文9年（1540年）、斎藤氏に仕えていた佐藤清信は藤城を改築拡張して鉈尾山城を築いた。美濃佐藤氏は北面の武士から歌人となった佐藤義清の同母弟佐藤仲清の子孫とされる。『上有知旧事記』によると、山頂の城は南北18間、東西20間で、四方を釣壁の塀に囲まれた要害であった。釣壁の釣縄を鉈一本で切断し、壁を断崖に落として何千騎でも防ぐことができた。七尾山が鉈尾山と呼ばれるようになったのはこのためだという巷説が伝わる。
清信の子佐藤秀方は織田信長に服属し、元亀元年（1570年）、近江国の姉川の戦いや比叡山包囲に従った。元亀3年（1572年）9月から元亀4年（1573年）4月にかけて行なわれた甲斐国武田氏による西上作戦では、岐阜城を攻める重要拠点として武田信玄の調略を受けた。
- 11月19日武田信玄朱印条書「一、郡上之遠藤向岐阜なたをの取出、早々可築之旨、令催促候、自其も同前ニ可被仰越之事」[4]
- 2月26日浅井長政書状「、遠州・三州不及申、東美濃加治田・つぼ、奈多尾三ヶ所城、重而信玄に申合候、甲州先勢至東濃乱入候、義景當表早々進発相極候、」[5]

秀方は天正2年（1574年）の伊勢国の伊勢長島攻め、天正3年（1575年）の三河国の長篠の戦い、天正6年（1578年）の越中国の月岡野の戦いなどに参加し、天正10年（1582年）の本能寺の変が起こると、日根野弘就、金森長近と去就を相談し、家康に款を通じた。その後、羽柴秀吉に鉈尾山城を安堵され、天正11年（1583年）に羽柴秀吉と岐阜城主織田信孝が対立すると秀吉方である森長可と連合し、信孝方に付き立花山に籠もった遠藤慶隆を降した（立花山の戦い）。
文禄2年（1593年）に秀方の跡を継いだ佐藤方政は、慶長5年（1600年）の関ヶ原の戦いにおいて西軍についた岐阜城主織田秀信に従ったが、関ヶ原の戦いの前哨戦とされる米野の戦いに敗れ、その後の戦線には参加していない。戦後に領地を没収され、鉈尾山城主としての佐藤氏は滅亡した。
佐藤の旧領は、当時飛騨一国の太守であった金森長近への論功行賞として、上有知に関を加えて武儀郡全体が与えられた。慶長10年（1605年）、80歳を越えた長近は、飛騨一国を後継者に相続させて自身は鉈尾山城に入った。しかし新たに小倉山城を築きそちらに移り、鉈尾山城は廃城となった。

## 遺構
- 平時は物見を置き、有事には拠点として戦ったり籠城したりするための城砦と見られる。
- 山頂の主郭の南北に郭が連なる。主郭南側の郭や郭下に石垣が残り、主郭北側の細長い郭の先端にも石垣の痕跡が残る。またその下の郭に土塁にも残る。
- 城下町は余取川が長良川に合流する付近一帯の低地にあり、現在は保寧寺跡、古町、古城跡、金屋街道、小者町等の小字名が残る。古城跡には城主佐藤氏の居館があったと推定されている[2]。

## 歴代城主
- 佐藤宗信
- 佐藤清信
- 佐藤秀方
- 佐藤方政